# EduQua

Das Logo von eduQua

eduQua ist das bekannteste und meistverbreitete Label für Weiterbildungsanbieter in der Schweiz. Es wurde im Jahr 2000 im Auftrag des Staatssekretariats für Wirtschaft (SECO), des Bundesamtes für Berufsbildung und Technologie (BTT), der Deutschschweizerischen Berufsbildungsämter-Konferenz (DBK) und dem Schweizerischen Verband für Weiterbildung (SVEB) entwickelt.
eduQua bietet Weiterbildungsanbietern eine qualitative Grundlage, wie sie ihre Prozesse und Bildungsangebote steuern und kontinuierlich optimieren können.

## Zertifizierung
Für die Erlangung des Zertifikats ist die Erfüllung von Minimalstandards vonnöten. Durch ihre Zertifizierung erlangt eine Institution Marktvorteile, weil sich das Label positiv auf ihr Image auswirkt. Gleichzeitig wirken sich die Durchführung der Zertifizierung und die Kontrollmechanismen positiv auf das Qualitätsmanagement aus.
Die Zertifizierung wird von unabhängigen regionalen Zertifizierungsstellen durchgeführt. In sechs Bereichen definiert eduQua Kriterien für die Qualität einer Institution:
- Bildungsangebote
- Information
- Ausbildung
- Ausbildende
- Qualitätsmanagements-System
- Führung

In diesen Bereichen muss eine Institution Mindeststandards erfüllen, um mit dem eduQua-Label ausgezeichnet zu werden. Daneben gibt eduQua auch Impulse zur Qualitätssicherung: in der Phase der Vorbereitung der Zertifizierung, mit einem Audit vor Ort, mit einem Zertifizierungsbericht, mit jährlichen Zwischenaudits und mit der Erneuerung der eduQua-Zertifizierung alle drei Jahre.

## Trägerschaft
Der Schweizerische Verband für Weiterbildung SVEB ist Träger von eduQua. Er führt die eduQua-Geschäftsstelle und stellt den Betrieb des Systems sicher. Als Steuerungsgremium fungiert der SVEB-Vorstand. Die Entwicklungen werden von der Begleitgruppe begleitet.